# José Benigno Zilli Manica

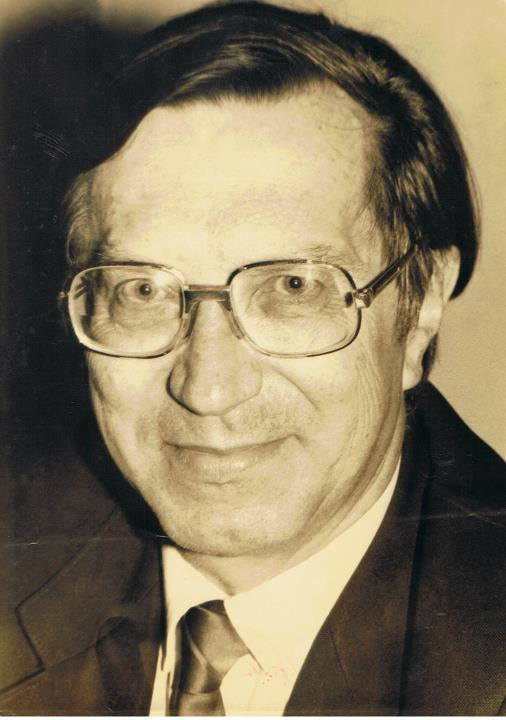

José Benigno Zilli Manica (Tepatlaxco, Veracruz, 30 de junio de 1934 - Xalapa, 24 de noviembre de 2016) fue un investigador italo-mexicano. Fue pionero en la documentación de colonos italianos llegados a México por invitación del gobierno federal en el siglo XIX. Fue Doctor en Filosofía y sacerdote católico de la Arquidiócesis de Xalapa, Veracruz. Falleció el 24 de noviembre de 2016 en la ciudad de Xalapa, Veracruz.

## Datos biográficos
Zilli Manica era nieto de inmigrantes italianos que llegaron a México en 1881. Licenciado en Filosofía en la Universidad Gregoriana de Roma. Doctorado en Filosofía en Rheinische Friedrich Wilhelms-Universitat, Bonn, Alemania. Profesor y director de la Facultad de Filosofía de la Universidad Veracruzana en Xalapa, Veracruz. Falleció 24 de noviembre de 2016, en Xalapa, Ver.

## Obras bibliográficas sobre investigación de italianos en México
- Italianos en México. Documentos para la historia de los colonos italianos en México. 1981[1]
- Braceros Italianos para México. La historia olvidada de la huelga. 1986[2]
- Llegan los colonos. La prensa de Italia y México sobre la migración del siglo XIX. 1989[3]
- La Villa Luisa de los italianos, un proyecto liberal. 1997[4]
- La Estanzuela, historia de una cooperativa agrícola de italianos en México. 1998[5]
- Tierra y libertad: l’emigrazione trentina in Messico/ La emigración trentina hacia México. 2001[6]
- La colonizzazione italiana in Messico, la Cooperativa di emigrazione agrícola trentina “S. Cristoforo” (1921-1925), La colonización italiana en México. 2005[7]
- Messico, la tierra prometida. La Colonia italiana “Díez Guitérrez” trentino-tirolese (1882-). 2007[8]